# 七五調
七五調，一種定型詩的格律，主要使用於和歌。這種風格的詩，每句以七個音拍（七個假名）之後接續五個音拍（五個假名）的順序完成。被認為是一種具備優雅感覺與特徵的詩律。另一種常見的格律為五七調。
《古今和歌集》中收集的作品，主要以七五調為主。伊吕波歌就是以七五調創作而成。在明治時代文明開化之後，七五調也被應用在包括寮歌、軍歌與校歌等歌曲創作之中。如鐵道唱歌、螢之光、荒城之月、軍艦行進曲等歌曲，都是以七五調來創作。